# Mir Jalal Pashayev
Mir Jalal Ali oglu Pashayev, in azero Mir Cəlal Əli oğlu Paşayev (Endebil, 1908 – 1978), è stato uno scrittore azero.
Conosciuto con lo pseudonimo letterario Mir Jalal, è stato dottore in scienza (in 1947), professore (in 1948), scienziato onorato della Repubblica Socialista Sovietica Azera (in 1969). L'autore di opere satirico-umoristiche, romanzi, racconti, critico letterario.

## Biografia
Mir Jalal Pashayev è nato nel 1908 nel villaggio di Endebil, nella provincia di Ardabil, in Iran. La sua infanzia è passata a Gəncə (Ganja), perché suo padre vi si è trasferito quando era giovane. Dopo la morte del padre nel 1918, allora 10enne Mir Jalal viveva sotto il patronato del suo fratello maggiore.
Nel 1918-1919 ha ricevuto la sua istruzione primaria con l'aiuto di una società di beneficenza. Dopo l'istituzione del potere sovietico in Azerbaigian, entrò nella scuola tecnica-pedagogica di Gəncə (1924-1928). Fu eletto primo come presidente dell'organizzazione studentesca e poi dell'unione studentesca della città (1926-1927). Ha continuato la sua formazione presso la Scuola Tecnico-Professionale in Pedagogia (1923-1928). Per qualche tempo ha insegnato ed è stato direttore nelle scuole delle città come Gəncə e Gədəbəy.